# اسم أجنبي
الاسم الأجنبي (الإكسينونيم، من كسينو- «أجنبي» و-نيم «اسم» بالإغريقية) هو الاسم القومي غير الذاتي. أي الاسم الذي سمي بهم القوم وعرفوا به مخالفاً للاسم الذي يسمون به أنفسهم.